# George Hempl
George Hempl (* 6. Juni 1859 in Whitewater, Wisconsin; † 14. August 1921 in Stanford, Kalifornien) war ein US-amerikanischer Philologe, insbesondere Anglist.

## Leben
George Hempl war der Sohn deutscher Einwanderer aus Sachsen, Henry Theodore Hempl (Hempel) und Anna geb. Hantzsche. Er wuchs in Whitewater, Chicago und Battle Creek (Michigan) auf und studierte an der University of Michigan. Anschließend unterrichtete er an High Schools, von 1879 bis 1882 in Saginaw (Michigan) und von 1882 bis 1884 in La Porte (Indiana). 1884 wechselte er als Instructor of German an die Johns Hopkins University. Von 1886 bis 1889 unternahm er eine längere Bildungsreise durch Europa und studierte an den Universitäten zu Berlin, Göttingen, Jena, Straßburg und Tübingen. in Jena wurde er 1889 zum Dr. phil. promoviert.
Nach seiner Rückkehr in die USA wurde Hempl 1889 Assistant Professor of English an der University of Michigan. 1893 wurde er zum Junior Professor ernannt und 1897 zum Professor of English and General Linguistics. Zum 1. Januar 1907 wechselte er an die Stanford University, wo er bis zu seinem Tod Professor für Germanische Philologie war. Er war Mitglied mehrerer akademischer Gesellschaften, darunter die American Philological Association (Präsident 1903/04), das Archaeological Institute of America, die Modern Language Association, die American Dialect Society  und die International Phonetic Association.
Hempl beschäftigte sich intensiv mit der Phonologie und Orthographie des Englischen und Deutschen. Er verfasste zu diesem Thema zahlreiche Aufsätze, einige Handbücher und außerdem eine vierteilige Ausgabe von Schillers Wilhelm Tell (1900), die auf der linken Seite den deutschen Text phonetisch und orthographisch bot, auf der rechten Seite zwei englische Übersetzungen: eine Interlinearübersetzung (Wort für Wort) und eine zielsprachenorientierte Übersetzung. Darüber hinaus studierte Hempl zahlreiche ausgestorbene indogermanische Sprachen, darunter das Hethitische und die italischen Sprachen. Ein Teil dieser Studien erschien postum unter dem Titel Mediterranean Studies.

## Schriften (Auswahl)
- Chaucer’s Pronunciation and the Spelling of the Ellesmere Ms. Boston 1893
- Old-English Phonology. Boston 1893
- German Orthography and Phonology. A Treatise with a Word-List. Boston / London 1897
- The Easiest German Reading for Learners Young or Old. English Nursery Rimes in German. Boston / London 1899
- Wilhelm Tell by Johann Christoph Friedrich von Schiller. In Four Parts. New York 1900
- Mediterranean Studies. 3 Bände, Stanford 1930–1931